# Broletto

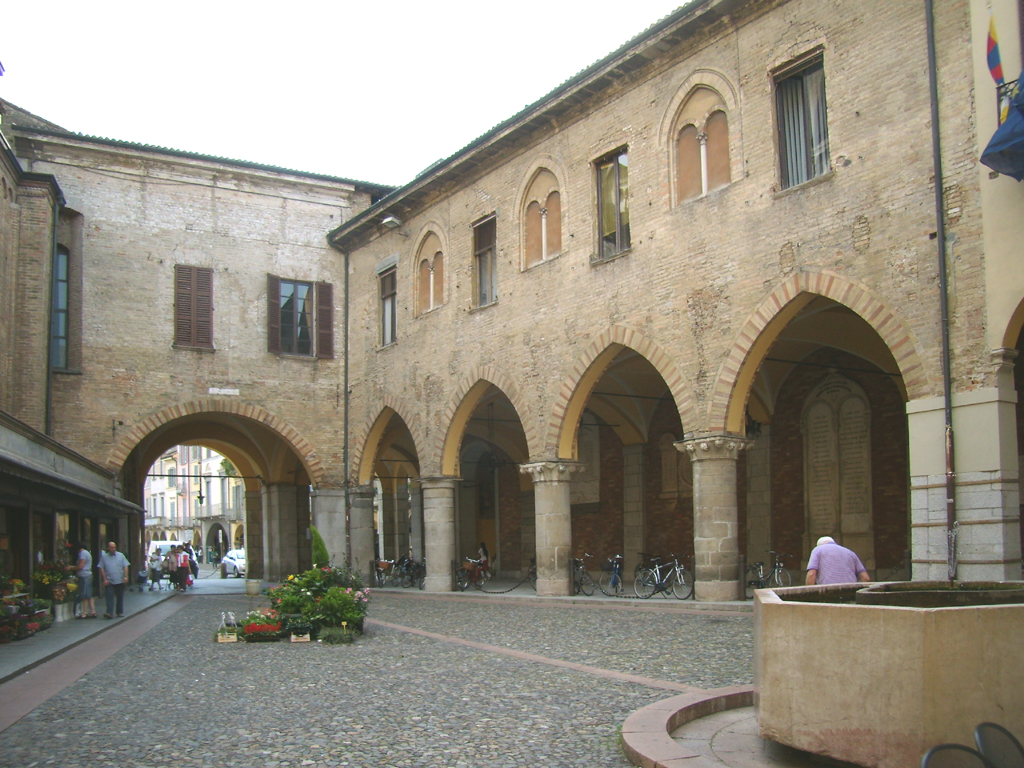
A lodi Broletto

A bresciai Broletto udvara (északi oldal)

A broletto (a latin brolo, udvar vagy bekerített mező szóból) vagy arengario a 11. századtól kezdődően a lombard városok elkerített területét jelöli, ahol korábban városgyűlések és az igazságszolgáltatás zajlottak. Később ezt a kifejezést a konzulok, a podestàk hivatala és általában a községi palota jelölésére használták.

## Leírása
A broletto a földszinten nyitott karzatként épült, hogy lehetővé tegye a polgárok jelenlétét és az igazságszolgáltatást számos ember előtt, míg a felső szinten egy nagy terem volt a Főtanács ülései számára.
Általában tizennegyedik századi építményről beszélünk, kör vagy csúcsíves (korszaktól függően), kőből vagy téglából épült, tájegységtől függően. Két szintből áll: az alsó, amely gyakran nyitott karzat, ahol népgyűléseket vagy piacot tartottak, és a felső, ahol nagy termek vannak, tanácsülések számára, vagy ahol a bírák tárgyalásokat tartottak, nyílásokkal (ablakok) elég nagyok. Ezek az építmények gyakran a város főtemplomai közelében találhatók, a világi és az egyházi világ között ebben az időszakban fennállt szoros kapcsolat miatt.

## Példák

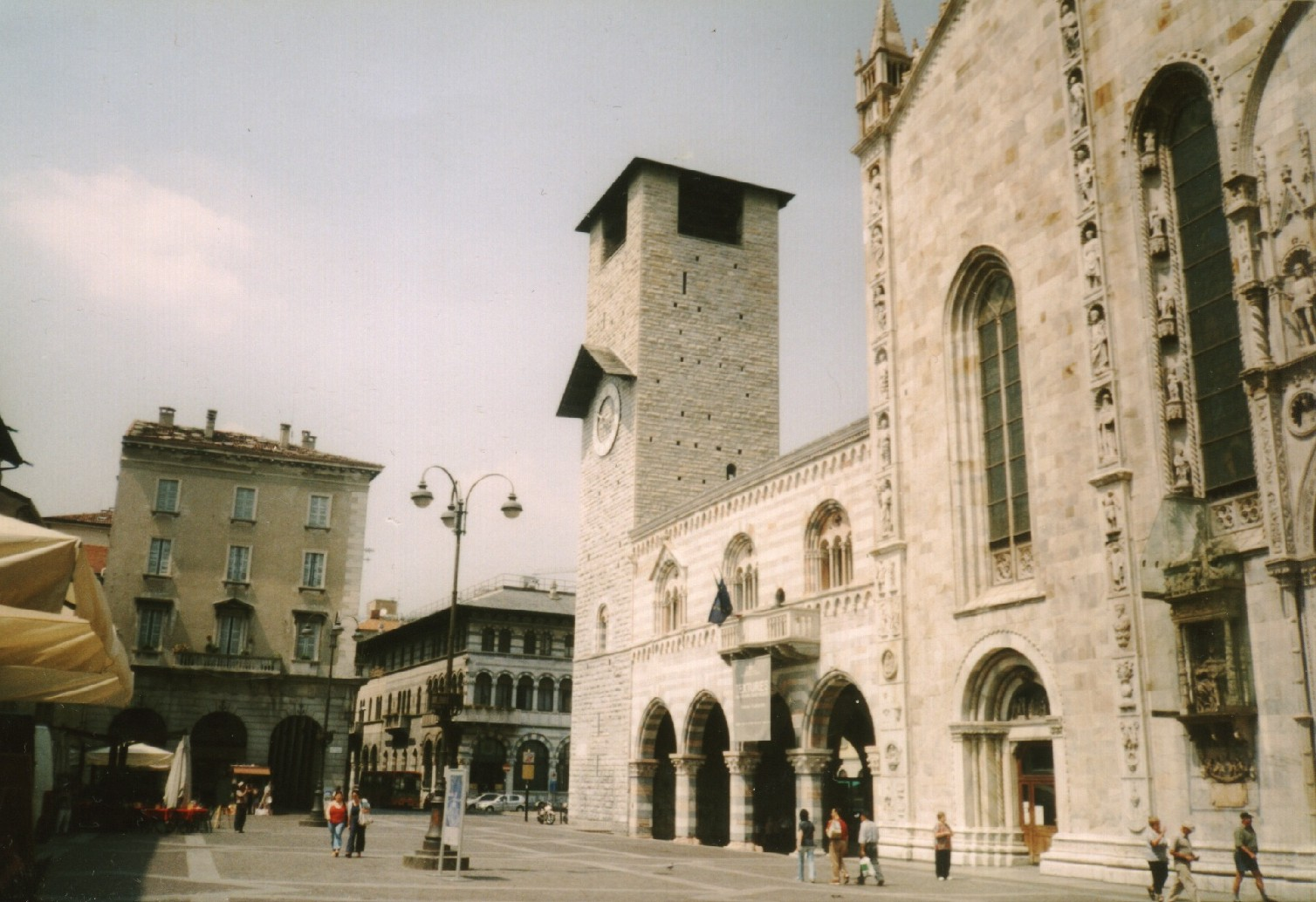
Como brolettója

Van néhány szép példa a brolettóra a következő városokban:
- Alexandria : Palatium Vetus
- Arona: Broletto
- Bergamo: Palazzo della Ragione
- Brescia: Broletto
- Como: Broletto di Como
- Cremona:
  - Palazzo Cittanova, Guelph;
  - Palazzo del Comune, Ghibelline

- Ferrara: Városháza tér
- Fidenza: Városháza
- Lodi: Broletto

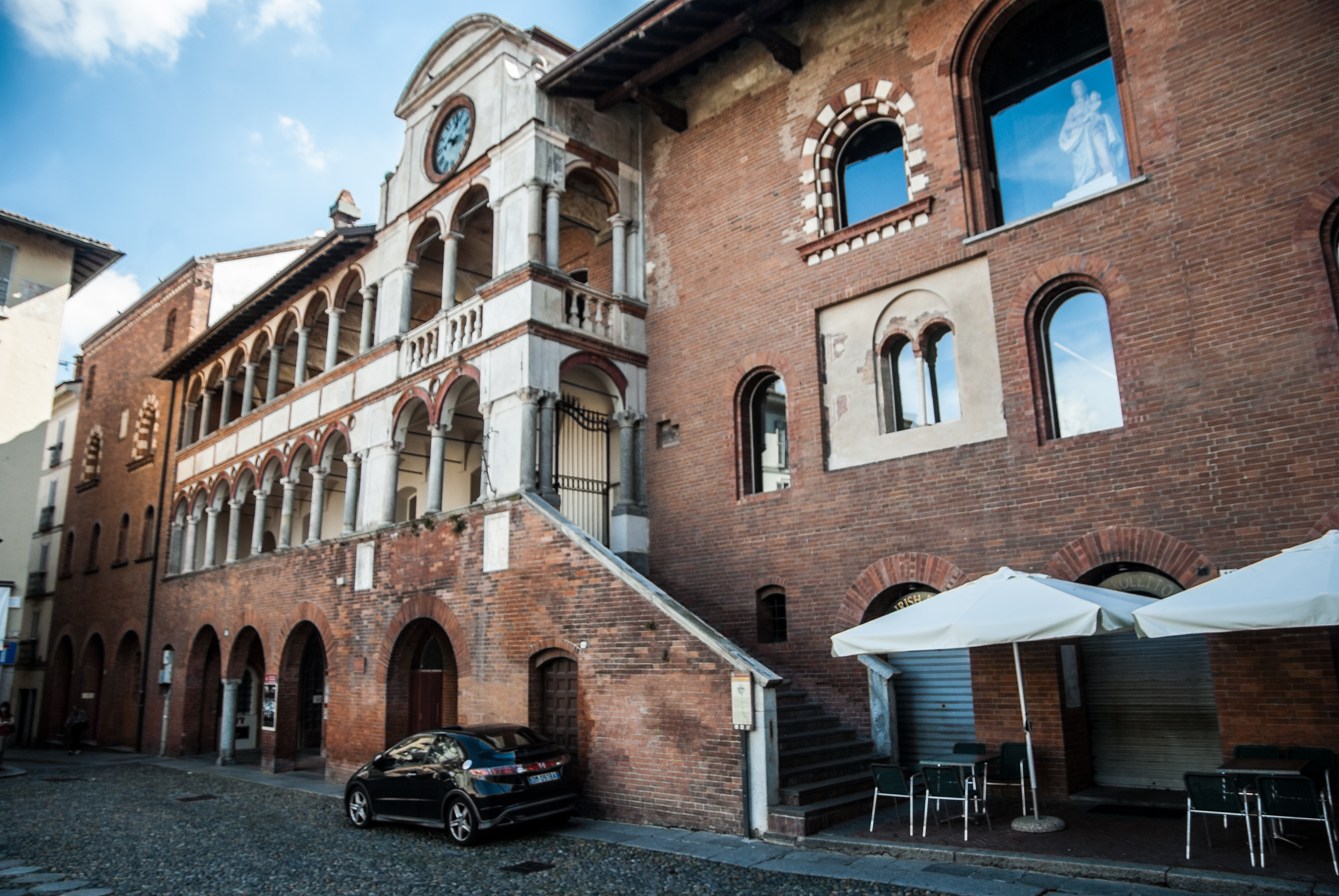
Pavia brolettója

- Mantova: Palazzo del Podestà, a Piazza Broletto területén
- Melegnano: Broletto
- Milánó:
  - Broletto Vecchio, 1251-ig önkormányzati székhely, majd felújították és királyi palotává alakították [1]
  - Palazzo della Ragione (Broletto Nuovo néven) a Piazza Mercantin, önkormányzati székhely 1251 és 1786 közötti.[2]
  - Palazzo Carmagnola (korábban Broletto Nuovissimo) a Via Brolettón, az önkormányzat székhelye 1786-tól 1861-ig,[3] amikor is az önkormányzati hivatalokat a Palazzo Marinóba helyezték át, ahol ma is működnek.
- Monza: Arengario of Monza
- Novara: Broletto
- Orta San Giulio: Broletto
- Pavia: Broletto
- Perugia: Broletto
- Piacenza: Városháza, „Gótika” néven ismert
- Reggio Emilia: Broletto
- Rimini: Palazzo dell'Arengo
- Varese:
  - Biumi palota
  - Praetoriánus palota

## Fordítás
- Ez a szócikk részben vagy egészben  a   Broletto című olasz Wikipédia-szócikk fordításán alapul.  Az eredeti cikk szerkesztőit annak laptörténete sorolja fel. Ez a jelzés csupán a megfogalmazás eredetét és a szerzői jogokat jelzi, nem szolgál a cikkben szereplő információk forrásmegjelöléseként.